# Davichthys
Davichthys è un genere di pesci ossei estinto, appartenente agli elopiformi. Visse nel Cretaceo superiore (Cenomaniano - Santoniano, circa 95 - 85 milioni di anni fa) e i suoi resti fossili sono stati ritrovati in Asia Minore e in Africa del Nord.

## Descrizione
Questo pesce era lungo solitamente meno di 15 centimetri, e l'aspetto doveva essere molto simile a quello dell'attuale Elops. Come quest'ultimo, Davichthys possedeva un corpo allungato a sezione ovale, leggermente appiattito lateralmente. Gli occhi erano piuttosto grandi, mentre la bocca possedeva mascelle robuste. La pinna dorsale e la pinna anale erano piuttosto piccole; le pinne ventrali erano inserite molto indietro, sotto la dorsale. Le pinne pettorali erano poste in basso nel corpo. La pinna caudale era molto ampia e fortemente forcuta.

## Classificazione
Descritto per la prima volta nel 1973 da Forey, il genere Davichthys raggruppa alcune specie di pesci vissuti all'inizio del Cretaceo superiore, e i cui fossili sono stati ritrovati in Libano e in Marocco. I fossili del Libano appartengono a due specie: Davichthys garneri del Cenomaniano di Haqil e D. dubius del Santoniano di Sahel Alma. Dal giacimento di Djebel Tselfat in Marocco proviene invece la specie D. lacostei, del Cenomaniano.
Davichthys è uno dei più antichi rappresentanti degli elopiformi, un gruppo di pesci attualmente rappresentati dai generi Elops e Megalops. Davichthys, in particolare, è stato a lungo considerato il più antico elopiforme noto, anche se sembra che il genere Anaethalion, del Giurassico superiore, fosse già un elopiforme. Sembra che Davichthys fosse strettamente imparentato con l'attuale Elops, nella famiglia Elopidae. Un altro elopiforme del Cretaceo superiore è Sedenhorstia, probabilmente imparentato con Megalops.